# Новопечерский Дятловичский Преображенский мужской монастырь
Новопечерский Дятловичский Преображенский мужской монастырь (бел. Дзятлавіцкі Спаса-Праабражэнскі манастыр) — православный монастырь, существовавший на территории нынешней Белоруссии в селе Дятловичи.

## История

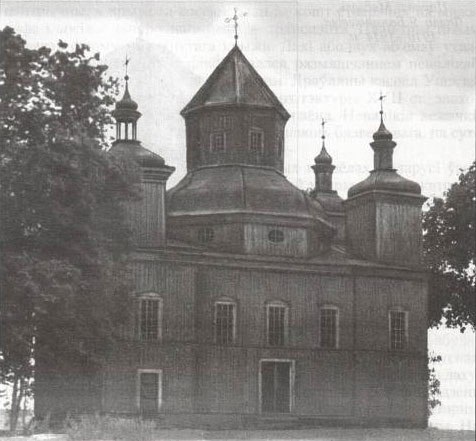
Спасо-Преображенская церковь в начале XX века

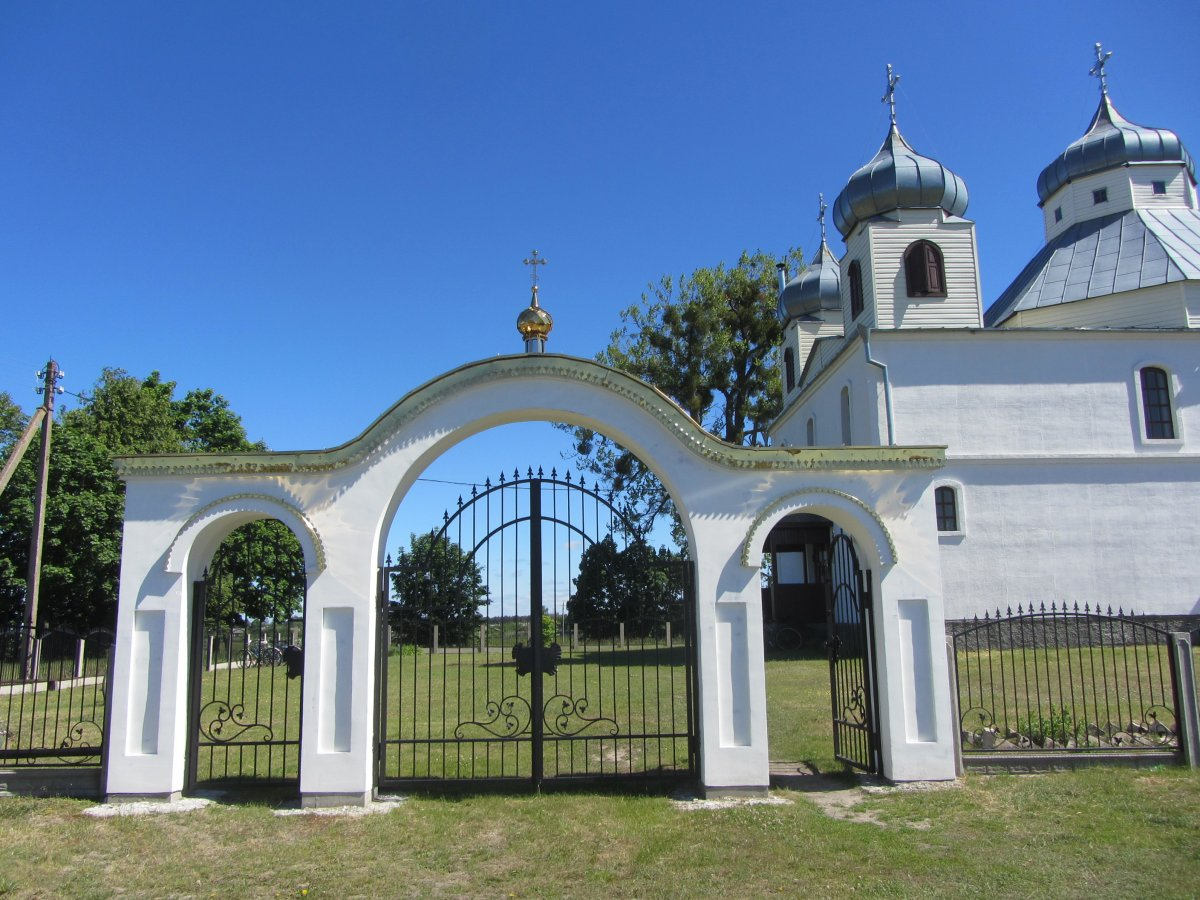
Брама

Константин Долмат, не имея наследников, даровал Дятеловичской Преображенской церкви свои имения — деревни Дятеловичи, Лунинец и Мелесницу вместе с их жителями. В дарительной записи было поставлено условие, чтобы киево-печерские монахи основали в Дятеловичах мужской монастырь, подчиненный Константинопольскому патриарху и Киевскому митрополиту. 
Монастырь был построен и введен в период между 1622 и 1625 годами. Полное название монастыря — Новопечерский (потому что основан монахами Киево-Печерской лавры) Дятеловичский Преображенский мужской монастырь.
Православный священник Феодосий (Василевич), который был архимандритом Слуцкого монастыря и одновременно игуменом Дятеловичского монастыря, взял в залог за 50 тысяч злотых село Лунин у Николая Друцкого-Любецкого и его жены Кристины Стеткевич. В 1668 году между ими начался конфликт из-за условий и сроков залога. Он продолжался даже в 1678 году, когда не осталось в живых ни отца Василевича, ни князя Любецкого.
В книге «История Минской епархии» есть описание владений монастыря, сделанное на основании старых документов: «При Дятеловичском Преображенском монастыре есть следующие имения: село Дятеловичи, где душ мужского пола 304, женского 299, а всего 603 души; село Мелесница, где душ мужского пола 24, женского 16, а всего 40». Также в документах говорится о том, что 12 марта 1676 года польский Король Ян III Собеский подтвердил, что переданные Константином Долматом деревни по прежнему принадлежат монастырю. Монастырь имел 808 волок земли (1 волока равна 16,8 га).
Монастырь был небольшим очагом культуры в лесистом, болотистом и бездорожном уголке Полесья. Среди монахов были высокообразованные люди, некоторые были приглашены преподавателями в Минскую духовную семинарию. В монастыре имелась большая библиотека древних рукописных и печатных книг, переплетная мастерская, мастерские по ремонту и обновлению церковной посуды, небольшая иконописная мастерская, госпиталь, в котором монахи лечили средствами народной медицины не только своих собратьев, но и жителей близлежащих деревень.
После присоединения Лунинетчины к Российской империи Дятеловичи и Лунинец по прежнему оставались во владении монастыря. Для пополнения своей казны монастырь сдавал в аренду отдельные постройки и целые деревни (Лунинец и Мелесницу). При этом жители Дятелович денежных налогов монастырю не платили, а только поочередно обрабатывали монастырскую пахотную землю и сенокосы.
В Минской епархии Дятеловичский монастырь считался одним из первых, поэтому быть его настоятелем было почетно и прибыльно. В 1795 году при монастыре имелась мельница, лесопильня, кузница, пасека, гнали деготь и скипидар, ловили рыбу в монастырских озерах. Все хозяйство приносило значительную прибыль. В Дятеловичах насчитывалось 64 двора.
Деньги, которые поступали от арендаторов, расходовались на жалование настоятелю, служащим и братии монастыря, а также на хозяйственные потребности. Монастырь имел стабильное финансовое положение, однако исторические события внесли свои коррективы.
Монастырь не подвергся нашествию французов, но Отечественная война 1812 года затронула и его. Есть сведения, что в монастырском госпитале находилось несколько раненых русских солдат. 7 июля французы вошли в Слуцк. Была разгромлена и разграблена Слуцкая духовная семинария, которая в дальнейшем поддерживалась на плаву за счет средств Дятеловичского монастыря. Однако разрушенное хозяйство, неурожайные годы, а также раздача в большом количестве денежных средств на нужды Слуцкой семинарии вели к обеднению монастыря.
В 1823 году на берегу реки Цна в деревне была построена деревянная Преображенская церковь. В 1826 году в монастыре работали всего несколько служащих, а монахов не было совсем, что говорит о его плачевном финансовом положении. В этот год монастырь был выведен из-под архимандритского управления, получил самостоятельность. Теперь все доходы оставались на месте, но они уже не могли обновить былое величие Дятеловичского монастыря. Часть библиотеки была передана в Слуцкий Свято-Троицкий монастырь и семинарию, часть архива - в Пинский Богоявленский монастырь.
В 1848 году монастырь лишился своего владения - деревни Лулинец. Она стала государственной (казенной), примерное и в это же время стали казенными и Дятеловичи.
По ряду вышеперечисленных, а также неизвестных причин в 1855 году было принято решение о закрытии Дятеловичского монастыря, просуществовавшего 233 года.